# Il diritto croato
Il diritto croato je bio hrvatski politički tjednik na talijanskom jeziku. 
Pokrenuli su ga Antun Jakić i Marin Sabić zagovaranja prava hrvatskog naroda u Istri i afirmacije slavenske ideje nasuprot stranim utjecajima. 
Bio je optuživan zbog sveslavenstva i poticanja hrvatskog puka protiv talijanskoga, a list mu je često cenzuriran i plijenjen. 
Izlazio je u Puli od 3. listopada 1888. do 1893., a potom je promijenio mjesto izlaženja i od onda je izlazio u Trstu, nekoliko puta promijenivši ime (Il Pensiero Slavo, La pensée slave, Slavenska misao). List je izlazio do 1909. Često je puta bio cenzuriran i plijenjen. Obustavljeno je izlaženje zbog novčanih poteškoća.
List je bio u panslavističkom duhu zbog čega je bio optuživan. Optuživan je i za poticanje hrvatskog puka protiv talijanskoga. Odredišno čitateljstvo ovog lista su bili potalijančeni Hrvati i osobe hrvatskog podrijetla koje nisu dobro znali govoriti književnim hrvatskim jezikom.
Teme kojim se bavio ovaj tjednik su bili i hrvatska kultura i povijest. 

## Poznati suradnici
- Marin Sabić
- Ivan Zuccon